# سوسن دمشقي
السوسن الدمشقي (باللاتينية: Iris damascena) هو أحد أنواع السوسن من الفصيلة السوسنية.
لها أوراق رقيقة، على شكل منجل، رمادية خضراء وساق متوسط الحجم يحمل 1-2 زهرة كبيرة بين شهري آذار ونيسان. نوارة هذا النوع من السوسن بيضاء أو بيضاء رمادية اللون مع بقع أو عروق أرجوانية بنية وقطع أرجوانية داكنة أو سوداء صغيرة مع لحاء متفرقة أو أرجوانية أو أرجوانية داكنة.
يصنف السوسن الدمشقي كنوع مهدد بخطر الانقراض الأقصى.
على الرغم من ندرتها وقربها من دمشق وخطر انقراضها، إلا أن الحكومة السورية لم تمنح هذا النبات أي نوع من الحماية. العامل الوحيد الذي يحميها كان موقعها بالقرب من قاعدة الحرس الجمهوري في قاسيون ومنشآت عسكرية أخرى، مما جعل المنطقة بأكملها محظورة على المدنيين.

## الموئل والانتشار
يتواجد السوسن الدمشقي في جبل قاسيون حصراً، حيث أنه يكثر على السفوح الشرقية للجبل على ارتفاع ١٢٠٠م.

## حالة الحماية
عندما وصف السوسن الدمشقي للمرة الأولى من قبل موتيرد عام 1966، صنّفه على أنه «معرض للخطر» بسبب جمع الإنسان للجذور وبيع الزهور في التجاري.
```
تم إعتبار السوسن الدمشقي معرض لخطر الانقراض عام 1975، وعلى الرغم من إعلان بعض المصادر «انقراضه» في عام 2013،  تم تقييمه على أنه مهدد بخطر الإنقراض الأقصى اعتباراّ من عام 2016 بواسطة 
الاتحاد الدولي لحفظ الطبيعة
. لا يزال هناك ما يقدر بنحو 100 كتلة من هذا النوع من السواسن. لم تمنح الحكومة السورية بعد أي وضع محمي للسوسن الدمشقي.
```

ما يقف حالياً بوجه إنقراضه بشكل كامل أن ما تبقى من موطنه يقع في منطقةٍ عسكرية بالقرب من «قاعدة الحرس الجمهوري في قاسيون» ومنشآت عسكرية أخرى، مما يمنع المدنيين من الوصول للمنطقة، كما أن السفوح التي بقي السوسن الدمشقي بها منحدرة بشكل يصعب الوصول إليها والبناء عليها.

## السمّية
كمعظم أنواع السوسن البرية الأخرى، فإن معظم أجزاء النبات سامة (الساق والأوراق)، قد يسبب تناولها إلى آلامٍ في المعدة وإقياء. قد يؤدي التعامل مع النبات إلى تهيج الجلد أو رد فعل تحسسي.